# Carlo Baravalle

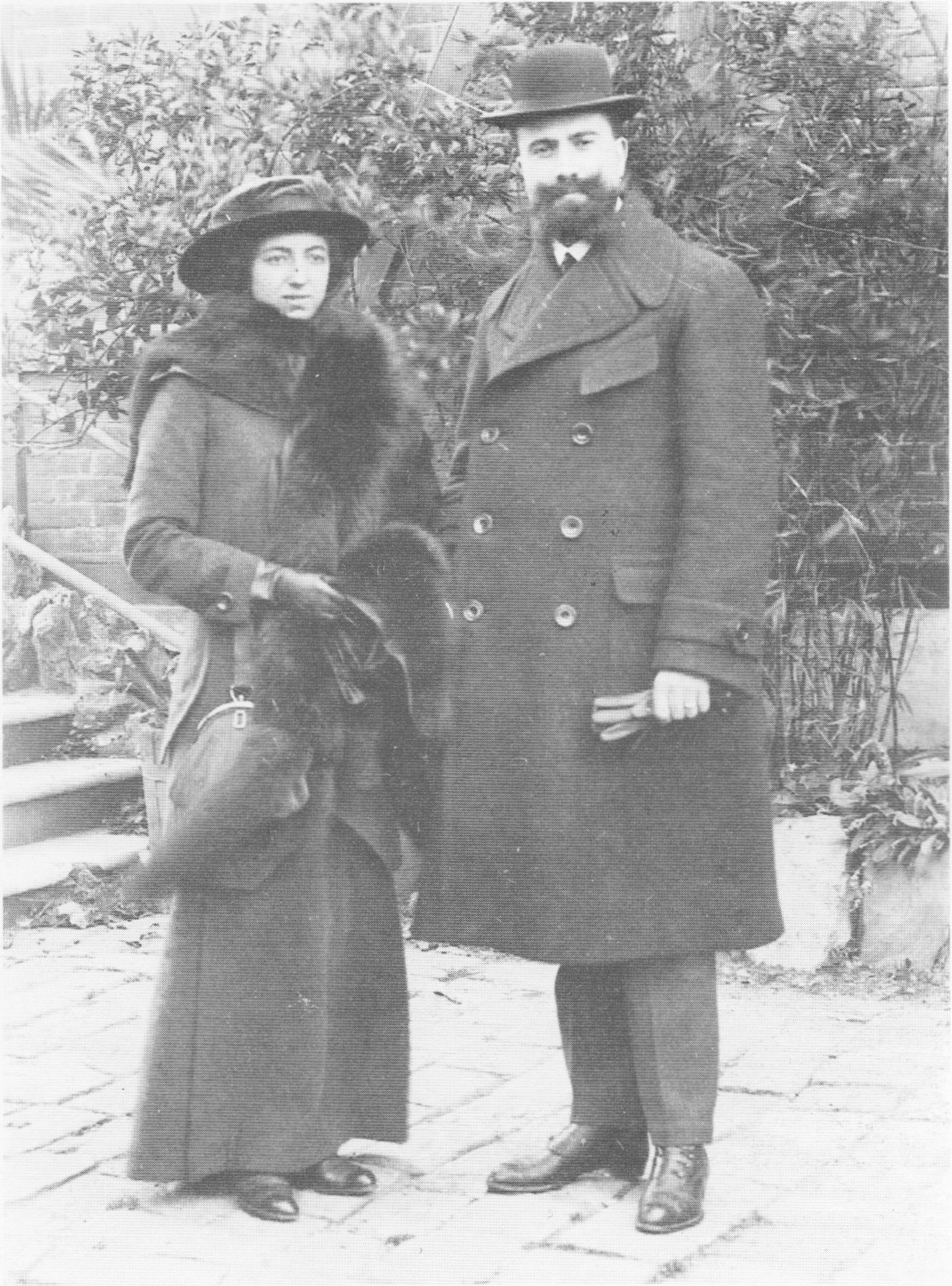
1913. L'avvocato Carlo Baravalle in viaggio di nozze con la moglie Teresa.

Carlo Baravalle (Volpedo, 21 gennaio 1888 – Torino, 15 dicembre 1958) è stato un avvocato, fotografo, botanico e politico italiano, amministratore del Comune di Volpedo, floricoltore e frutticoltore in Val Curone e Val Grue.

## Biografia
Nato a Volpedo nel 1888, studiò legge, laureandosi nel 1910, e divenne avvocato penalista iscrivendosi all'ordine degli avvocati di Torino il 5 gennaio 1920.
Nel 1921 fonda insieme a Stefano Bricarelli e Achille Bologna il Gruppo piemontese per la fotografia artistica e con gli stessi, nel 1924, acquista “Il corriere fotografico”, spostandone la sede da Milano a Torino.
Come il padre Giovanni, considerato il precursore della coltivazione intensiva e moderna della frutta in Val Curone e Val Grue, si occupò di floricoltura e frutticoltura.
Tra il 1914 e il 1920 fu sindaco di Volpedo, ma dal 1916 al 1919 fu volontario nella prima guerra mondiale, da cui tornò con il grado di tenente e la croce al merito di guerra. Tornerà a capo del comune come podestà dal 1935 al 1943 dove, subito nel primo anno di mandato, istituì il mercato all'ingrosso del paese con l'intento di offrire ai piccoli produttori locali un punto di vendita che permettesse loro di avere maggior potere contrattuale nei confronti di mediatori e commercianti.
Negli anni cinquanta del 1900 divenne socio dell'Accademia di Agricoltura di Torino alla cui biblioteca donò circa 2 000 volumi riguardanti il giardinaggio e la botanica, oltre ad alcuni manuali pratici di agricoltura, frutticoltura, viticoltura e allevamento.
Una lapide sulla casa natale in Piazza Libertà a Volpedo lo ricorda.